# 652.
◄ | 6. stoljeće | 7. stoljeće | 8. stoljeće | ►
◄ | 620-ih | 630-ih | 640-ih | 650-ih | 660-ih | 670-ih | 680-ih | ►
◄◄ | ◄ | 649. | 650. | 651. | 652. | 653. | 654. | 655. | ► | ►►
Astronomija • Književnost • Kršćanstvo • Pravo • Promet

## Rođenja
- Klotar III., kralj Franaka od 657. do 663. († 673.)

## Vanjske poveznice
|  | Zajednički poslužitelj ima još gradiva o temi 652. |